# Ben 10: Omniverse (jeu vidéo)
Ben 10: Omniverse est un jeu vidéo de type beat them all développé par Vicious Cycle Software et édité par D3 Publisher, sorti en 2012 sur Wii, Wii U, PlayStation 3, Xbox 360, Nintendo DS et Nintendo 3DS.
Il est basé sur la série animée du même nom.

## Accueil
- Jeuxvideo.com : 7/20[1] - 5/20 (DS/3DS)[2]